# 1969 у футболі
Нижче наведені футбольні події 1969 року у всьому світі.

## Національні чемпіони
- Англія: Лідс Юнайтед
- Аргентина: Бока Хуніорс
- Італія: Фіорентіна
- Іспанія: Реал Мадрид
- Нідерланди: Феєнорд
- Парагвай: Гуарані (Асунсьйон)
- СРСР: Спартак (Москва)
- ФРН: Баварія (Мюнхен)
- Шотландія: Селтік